# Принстон (Северна Каролина)
Принстон (енгл. Princeton) град је у америчкој савезној држави Северна Каролина.

## Демографија
По попису из 2010. године број становника је 1.194, што је 128 (12,0%) становника више него 2000. године.
| Група             | 2000.       | 2010.       |
| Белци             | 739 (69,3%) | 783 (65,6%) |
| Афроамериканци    | 315 (29,5%) | 305 (25,5%) |
| Азијати           | 0 (0,0%)    | 11 (0,9%)   |
| Хиспаноамериканци | 10 (0,9%)   | 71 (5,9%)   |
| Укупно            | 1.066       | 1.194       |